# Schistidium perichaetiale
Schistidium perichaetiale là một loài Rêu trong họ Grimmiaceae. Loài này được (P. de la Varde) Ochyra mô tả khoa học đầu tiên năm 1982.